# Шомахети
Шомахети (груз. შომახეთი) — село в Грузии, на территории Сачхерского муниципалитета края (мхаре) Имеретия.

## География
Село находится в центральной части Грузии, на берегах реки Думалы, на расстоянии 24 километров к югу от города Сачхере, административного центра муниципалитета. Абсолютная высота — 836 метров над уровнем моря.

## Население
По результатам официальной переписи населения 2014 года, в Шомахети проживал 771 человек (387 мужчин и 384 женщины). В национальной структуре населения грузины составляли 100 %.
| Год  | Население, человек |
| ---- | ------------------ |
| 2002 | 1211               |
| 2014 | ↘ 771              |